# Hololepidella ophiuricola
Hololepidella ophiuricola är en ringmaskart som beskrevs av Gibbs 1971. Hololepidella ophiuricola ingår i släktet Hololepidella och familjen Polynoidae. Inga underarter finns listade i Catalogue of Life.